# Браєн Літч
Браєн Джозеф Літч (англ. Brian Joseph Leetch; 3 березня 1968, м. Корпус-Крісті, США) — американський хокеїст, захисник. Член Зали слави хокею (2009).
Виступав за Бостонський коледж (NCAA), «Нью-Йорк Рейнджерс», «Торонто Мейпл-Ліфс», «Бостон Брюїнс».
В чемпіонатах НХЛ — 1205 матчів (247+781), у турнірах Кубка Стенлі — 95 матчів (27+70).
У складі національної збірної США учасник зимових Олімпійських ігор 1988, 1998 і 2002 (16 матчів, 2+11); учасник чемпіонатів світу 1987 і 1989 (20 матчів, 7+9); учасник Кубка Канади 1991 (7 матчів, 1+3); учасник Кубка світу 1996 і 2004 (12 матчів, 0+8). У складі молодіжної збірної США учасник чемпіонатів світу 1985, 1986 і 1987.
Досягнення
- Володар Кубка Стенлі (1994)
- Срібний призер зимових Олімпійських ігор (2002)
- Володар Кубка світу (1996)
- Фіналіст Кубка Канади (1991)
- Бронзовий призер молодіжного чемпіонату світу (1986)
- Учасник матчу всіх зірок НХЛ (1990, 1991, 1992, 1994, 1996, 1997, 1998, 2001, 2002, 2003)

Нагороди
- Пам'ятний трофей Колдера (1989)
- Пам'ятний трофей Джеймса Норріса (1992, 1997)
- Трофей Конна Смайта (1994)
- Трофей Лестера Патрика (2007)
- Член Зали слави американського хокею (2009)
- Член Зали слави хокею (2009)